# Gilbert Guillaume
Gilbert Guillaume (Bois-Colombes, 4 december 1930) is een Frans jurist. Hij was van 14 september 1987 tot 6 februari 2003 rechter bij het Internationaal Gerechtshof. Hij was president van het hof van 7 februari 2000 tot 6 februari 2003.
Sinds 2007 is Guillaume lid van de Académie des sciences morales et politiques.
- Bibliothèque nationale de France: cb11906349g (data)
- CiNii: DA03856788
- Gemeinsame Normdatei: 128393955
- International Standard Name Identifier: 0000 0001 1494 4297
- Library of Congress Control Number: n2005052155
- Nationale Bibliotheek van Tsjechië: mzk2004243650
- Nationale Bibliotheek van Israël: 987007325287505171
- Nederlandse Thesaurus van Auteursnamen: 242915752
- Système universitaire de documentation: 026908557
- Virtual International Authority File: 84584860
- WorldCat: E39PBJh4rmHJpKDqv7t74Mfwmd